# Аудиториум-билдинг
Аудиториум-билдинг (англ. The Auditorium Building) — многофункциональный комплекс в Чикаго, штат Иллинойс, включающий в себя офисные помещения, театр и университет. Аудиториум-билдинг — одна из самых знаменитых работ архитекторов Луиса Салливана и Данкмара Адлера. Здание является объектом Национального реестра исторических мест США.

## История

### В XIX веке
Чикагский бизнесмен Фердинанд Пек основал ассоциацию Чикаго-Аудиториум, которая включала в себя чикагских предпринимателей и промышленников, в декабре 1886 года, чтобы построить театр, который должен был затмить Метрополитен-оперу в Нью-Йорке. Пек заявлял, что хотел сделать высокую культуру доступной рабочему классу Чикаго.
5 октября 1887 года президент США Гровер Кливленд установил краеугольный камень Аудиториум-билдинг, спроектированного американскими архитекторами Луисом Салливаном и Данкмаром Адлером. Спустя год в практически законченном здании Бенджамин Гаррисон был номинирован как кандидат в президенты.
Аудиториум-билдинг открылся 9 декабря 1889 года торжественным концертом, в ходе которого Аделина Патти исполнила песню Home! Sweet Home!, присутствовали президент Гаррисон и вице-президент Леви Мортон. В одноимённом со зданием театре 16 октября 1891 года дебютировал Чикагский симфонический оркестр, который сделал театр местом своего основного пребывания вплоть до 1904 года, когда оркестр переехал в Оркестра-холл.

### В XX веке
В 1929 году театр Аудиториум был закрыт, когда оперная компания переехала в Гражданский Опера-хаус. Театр был закрыт весь период Великой депрессии и передан городу Чикаго, после чего в нём открылся центр военнослужащих в 1941 году. К 1946 году Университет Рузвельта был открыт в Аудиториум-билдинг, но театр не восстанавливался.
В 1952 году часть вестибюля театра и некоторые помещения на первом этаже были демонтированы, чтобы создать пространство для тротуара из-за расширения близлежащей автодороги.
31 октября 1967 года театр Аудиториум был открыт при университете Рузвельта, и до 1975 года в нём проводились концерты рок-групп, к примеру, «Grateful Dead» и «Doors». 
17 октября 1970 года Аудиториум-билдинг был включён в Национальный реестр исторических мест США под номером 70000230.

### В XXI веке
После повторного открытия в здании появилась центральная схема кондиционирования воздуха, а театр был оснащён лампами накаливания. В 2001 году началась масштабная реставрация театра Аудиториум компанией «EverGreene Architectural Arts» по проекту Дэниэла Коффи.
30 апреля 2015 года Национальная футбольная лига провела драфт в театре, это был первый раз, когда НФЛ провела ежегодный драфт в Чикаго, за последние 50 лет.

## Архитектура
Салливан и Адлер создали проект высокого здания с несущими стенами фасада и частично позаимствовали дизайн экстерьера у склада Маршалл-Филд архитектура Ричардсона. На момент постройки Аудиториум-билдинг было самым высоким зданием в Чикаго и крупнейшим в США, что поражало жителей города.
Одной из инновационных технологий, применявшихся при постройке, стал особый фундамент, разработанный Адлером совместно с инженером Полом Мюллером. Почва под Аудиториум-билдинг состоит из мягкой голубой глины, что приводит к невозможности использования обычного фундамента. Конструкция фундамента Адлера и Мюллера состоит из перекрещивающихся железнодорожных стяжек и двойного слоя железобетона и покрыта смолой.
Фундамент помог равномерно распределить давление стен на большую площадь. Однако ввиду существенного различия между массой стен и интерьера здание постепенно погружается в землю.
В центре здания находился зал на 4300 мест, размещённых таким образом, чтобы каждое у каждого места были хорошие видимость и слышимость. Зал был спроектирован как воплощение демократических взглядов Фердинанда Пека.
В Аудиториум-билдинг существовали 136 офисов и отель на 400 номеров, чья функция заключалась в финансовой поддержке театра. Здание задумывалось как некоммерческое, поэтому Пек желал, чтобы оно само себя экономически поддерживало. В действительности же офисы и отель перестали себя окупать спустя несколько лет.